# Macaria binazira
Macaria binazira, en chino tradicional, 小直帶斑尾尺蛾, es una polilla perteneciente a la familia Geometridae, descrita por Koçak y Kemal en 2008. Se encuentra distribuida en la isla de Taiwán. Suele ser considerada como nombre de reemplazo de la Macaria acutaria.